# Accessori da scrivania
Nel sistema operativo Mac OS sviluppato per computer Macintosh, gli accessori da scrivania (in inglese Desk Accessories, acronimo DA) erano dei piccoli programmi progettati seguendo un particolare modello di programmazione. Il modello di programmazione implementato permetteva di sviluppare piccole applicazioni che funzionavano in contemporanea con il programma in esecuzione. Erano nati quando il sistema operativo non forniva il supporto per nessun tipo di multitasking e permettevano all'utente di poter utilizzare applicazioni di uso comune come l'orologio, la calcolatrice, ecc. senza dover chiudere l'applicazione principale.
Per il sistema operativo le DA non erano altro che una classe speciale di driver che veniva periodicamente mandata in esecuzione. I DA potevano avere un'interfaccia grafica limitata a una sola finestra al massimo e per permettere all'utente di distinguere i DA dal programma la grafica della loro finestra era diversa da quella degli altri programmi.
Tipiche applicazioni del DA erano la calcolatrice, l'orologio con allarme, e sviluppatori esterni realizzarono programmi come un correttore ortografico e altro. Era difficile scrivere i DA all'inizio quando non esistevano programmi dedicati per gli sviluppatori ma comunque visto che i DA non erano molto diversi da un qualsiasi programma per Mac OS con l'esperienza ci si abituava e la maggior parte delle difficoltà sparivano.
Con l'arrivo del System 6 il Mac OS iniziò a permettere il multitasking cooperativo e quindi l'utilità dei DA diminuì notevolmente. In più Apple sconsigliava lo sviluppo e l'utilizzo dei DA dato che in un ambiente multitasking potevano rendere il sistema instabile e portare a errori del sistema operativo. Nonostante le controindicazioni i DA sono stati mantenuti fino al Mac OS 9 per questioni di compatibilità.